# 黄沙水库 (赤壁)
黄沙水库是中国湖北省咸宁市赤壁市境内的一座水库，位于金水上游汀泗河上，建于1967年。水库正常库容为1132万立方米，集雨面积为32平方千米，海拔为76米。